# 王者之星
四大王者之星（Royal stars）或称为天空守卫（Guardians of the Sky）是由波斯天文学家所提出的恒星集合。查拉图斯特拉（Zarathustra）曾提及过。 ，大约公元前3000年就用来作为基本的季节历法。
该四颗恒星都属于天空中最亮的前25颗恒星，它们的视星等低于1.5。然而选择这四颗特定的恒星是因为它们把赤经分成近似相等的4块天区，每块天区大概为6h。这就是为什么波斯人把它们称为“王者”，因为它们在天空中两两相对出现。一年之中，每颗恒星都会“统治”夜空几个月，所以人们可以根据哪颗星占统治地位来判断季节。
这四颗恒星按照他们的当代名称和古波斯名称以及出现时间为：
- Aldebaran 毕宿五 (Tascheter) - 春分
- Regulus 轩辕十四 (Venant) - 夏至
- Antares 心宿二 (Satevis) - 秋分
- Fomalhaut 北落师门 (Haftorang) - 冬至